# Joeri Stoffels
Joeri Stoffels, född 11 juli 1973 i Amstelveen, är en nederländsk vattenpolospelare.
Stoffels deltog i den olympiska vattenpoloturneringen vid olympiska sommarspelen 1996 i Atlanta där Nederländerna slutade på tionde plats.